# Bonn-Triathlon
Der Bonn-Triathlon ist eine seit 1991 jährlich in Bonn stattfindende Triathlon-Sportveranstaltung, die nach spektakulärem Start von einer Rheinfähre aus 3,8 km Schwimmen mit der Strömung im Rhein, einer abwechslungsreichen Radstrecke über 60 km mit anspruchsvollem Streckenprofil über den Ennert, durch das Pleiser Hügelland sowie die Ausläufer des Naturschutzgebiets Siebengebirges und einer 15 km langen Laufstrecke über drei Runden auf der Sonnenseite Bonns entlang der Beueler Rheinuferpromenade besteht. Fünfstellige Zuschauerzahlen, ein rasch ausgebuchtes Startplatzkontingent sowie international bekannte Profi-Triathleten sorgen regelmäßig auch über die Fachpresse hinaus für hohe Medienaufmerksamkeit.

## Organisation

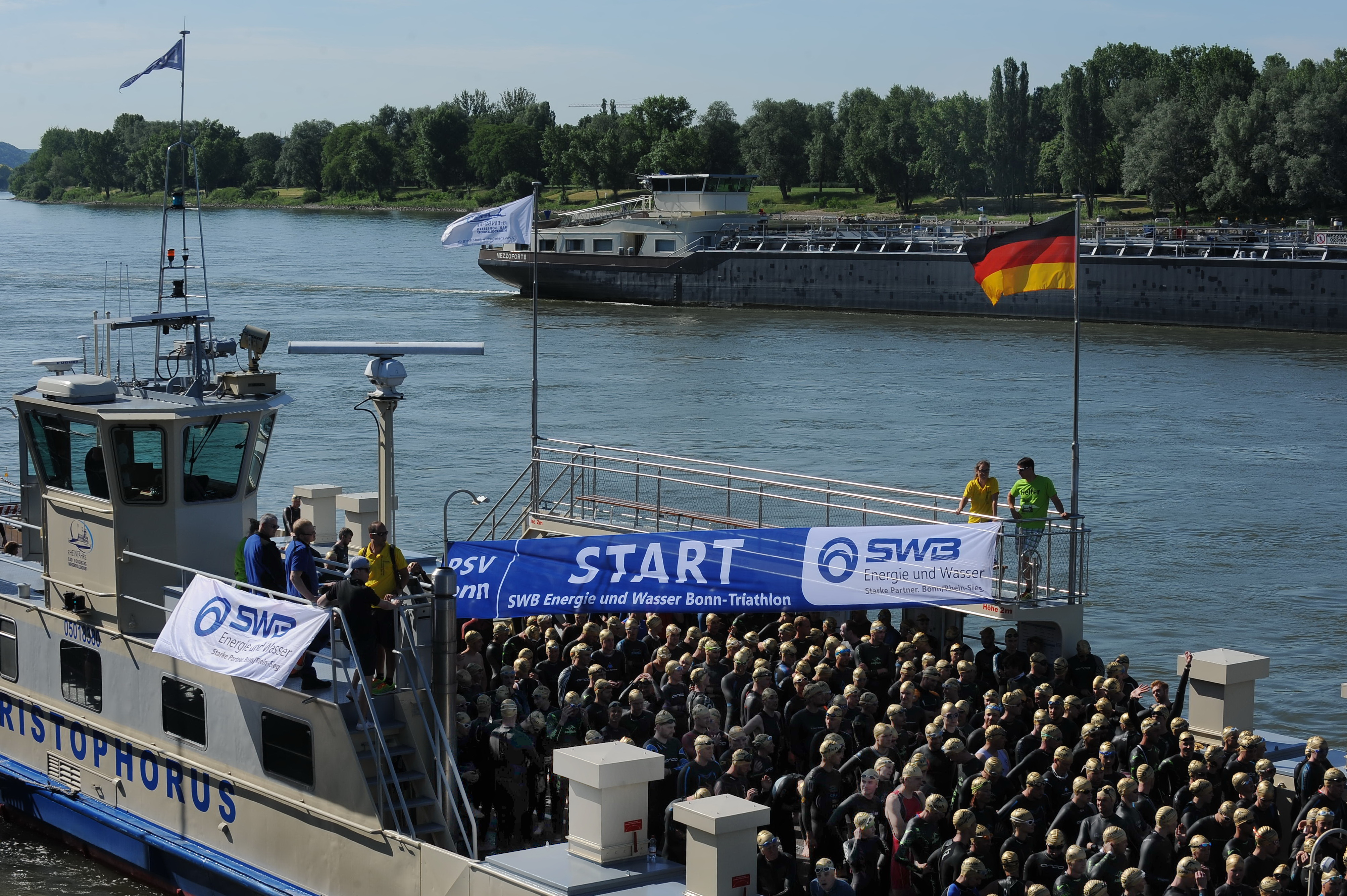
Startvorbereitung auf einer Fähre im Rhein in Höhe des Bonner Bogen, 2015

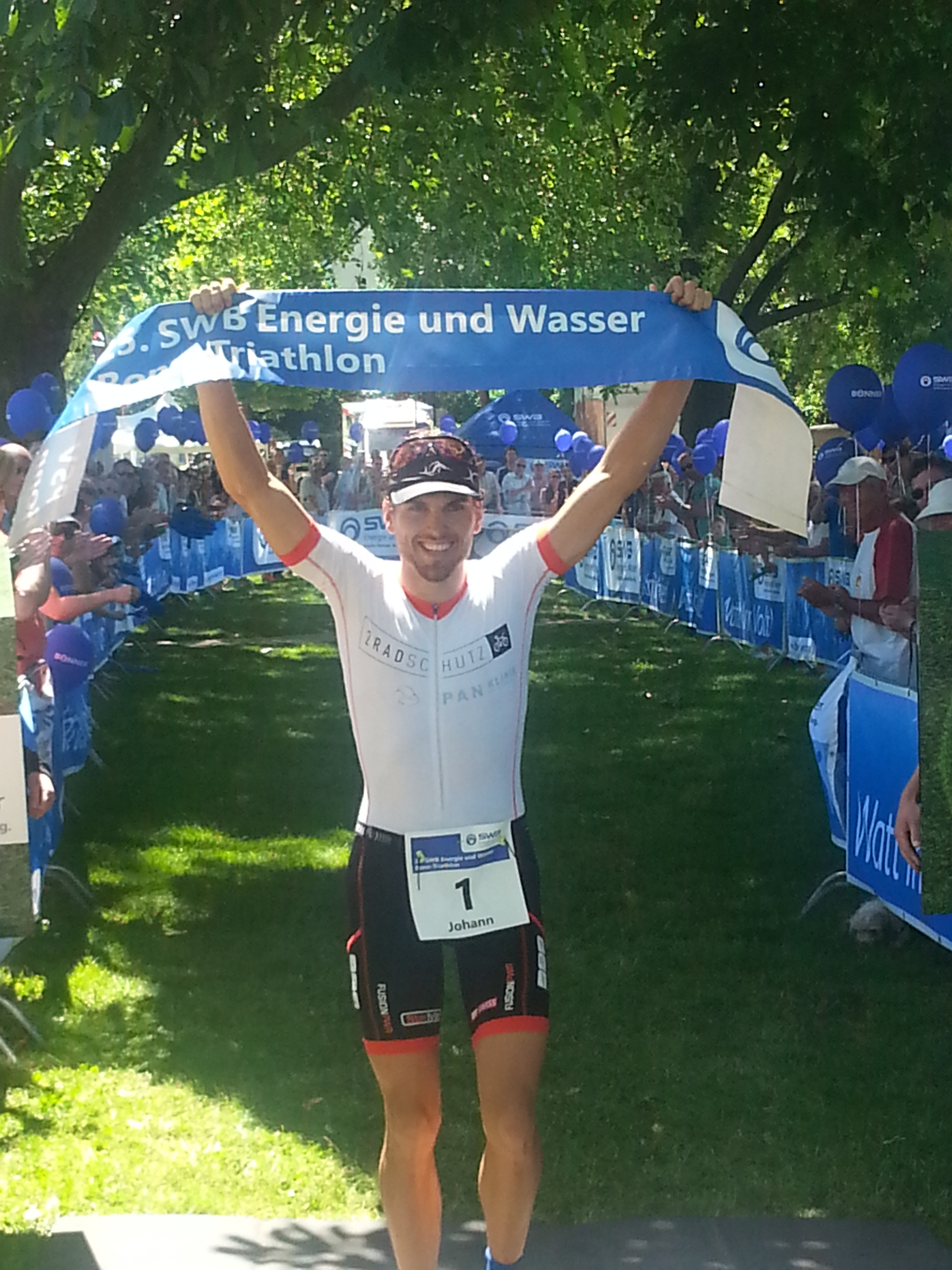
Johann Ackermann siegte mit neuem Streckenrekord beim Bonn-Triathlon 2015

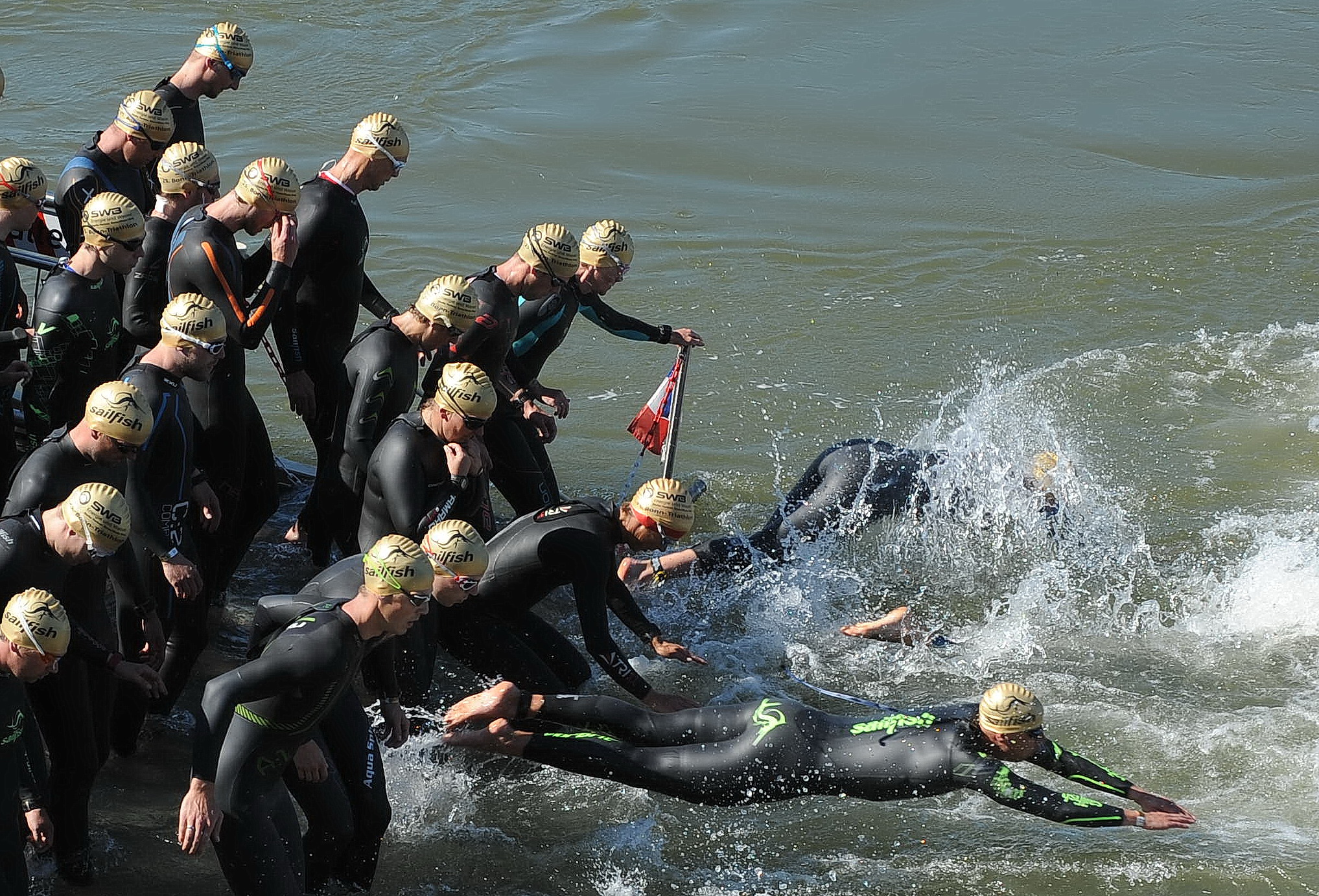
Schwimmstart im Rhein, 2015

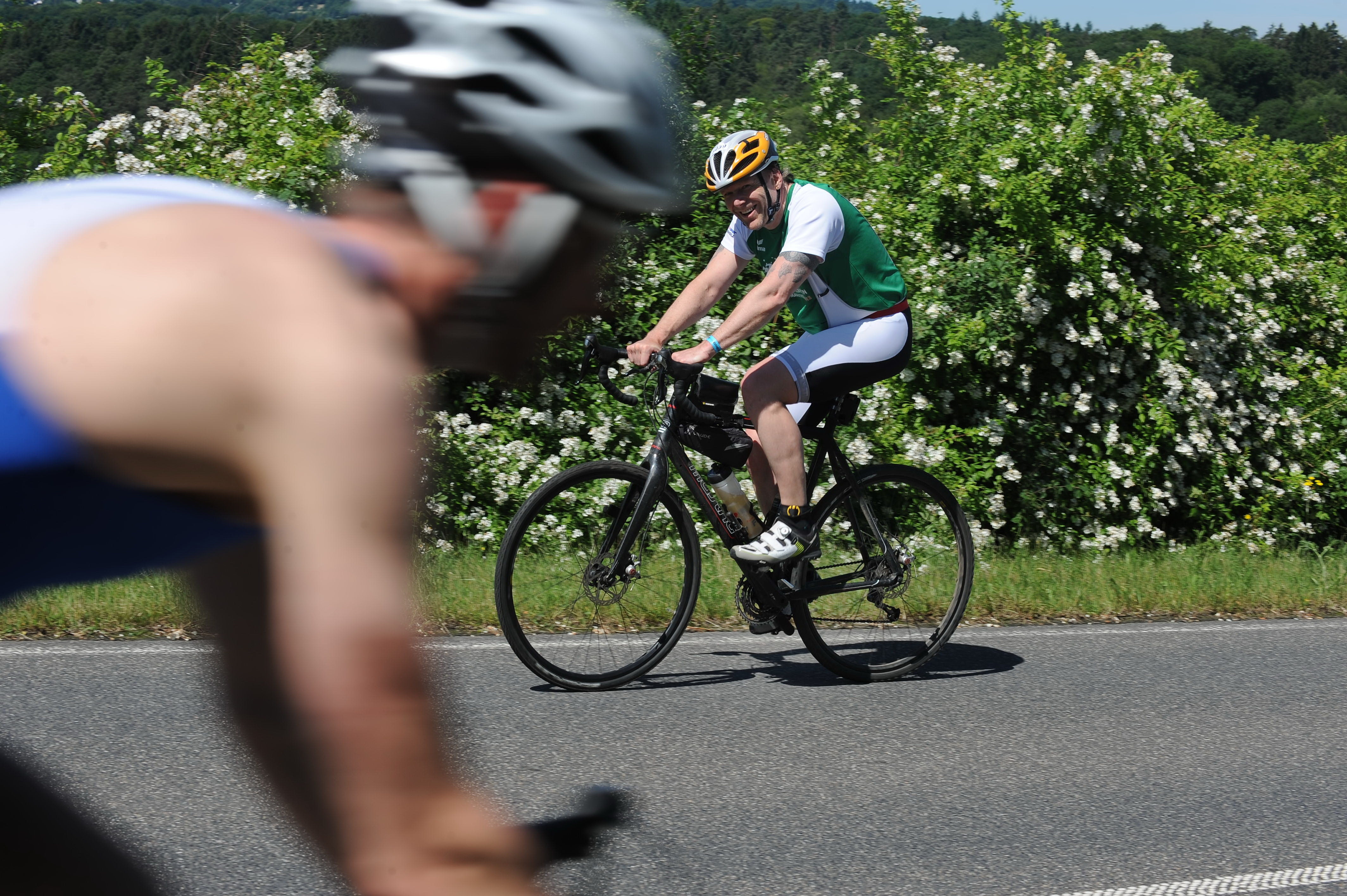
Radstrecke im Naturpark Siebengebirge, 2015

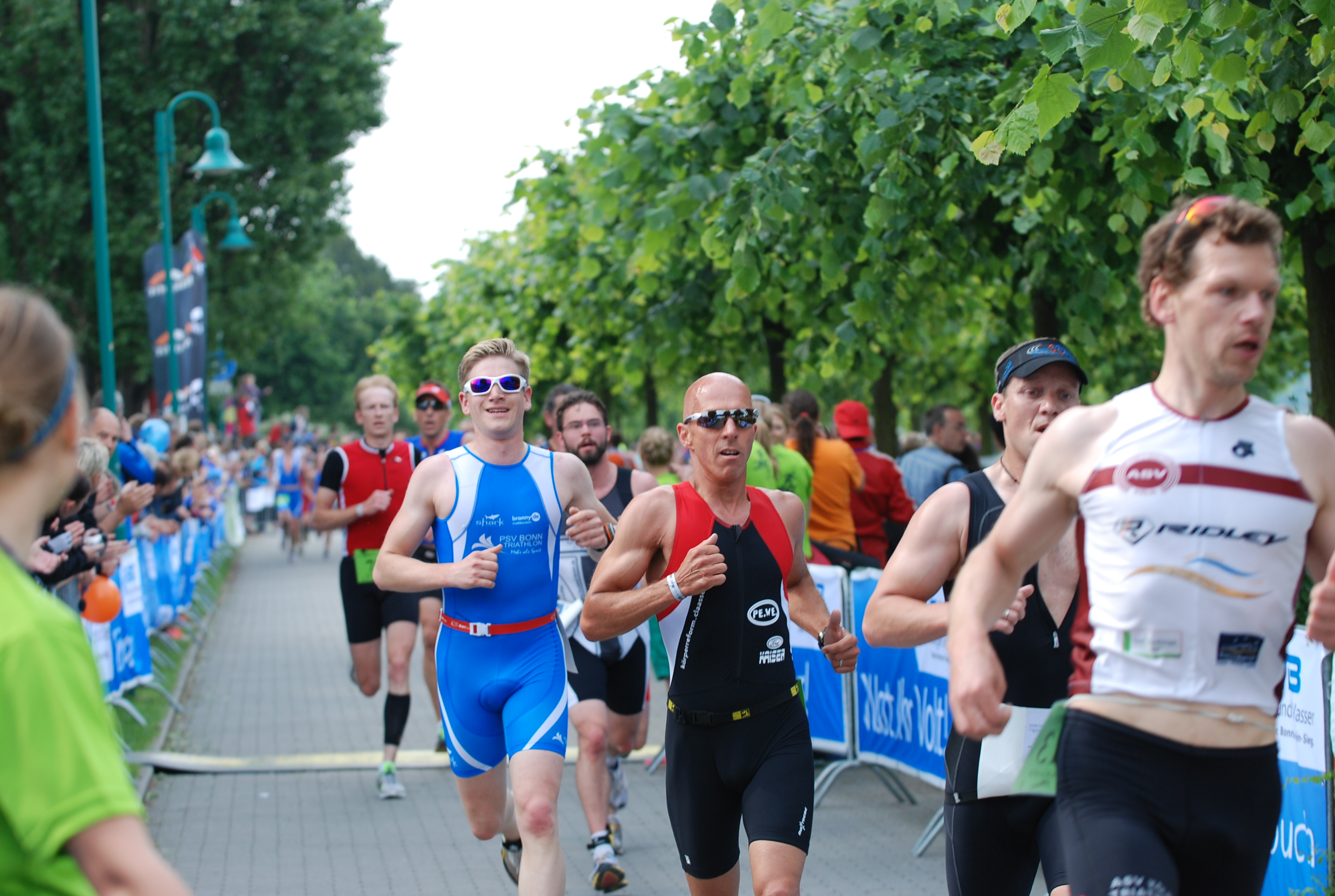
Laufstrecke auf der Rheinuferpromenade, 2013

Die Geschichte des Bonn-Triathlon reicht zurück bis ins Jahr 1991. Die Erstaustragung der Veranstaltung erfolgte zunächst noch über 1,7 km Schwimmen, 46 km Radfahren und 10 km Laufen, 138 Teilnehmer standen 1991 am Start. Bereits 1992 gehörte der Bonn-Triathlon zu der Wettkampf-Reihe der „Kronen-Liga“, aus der sich 1996 die Triathlon-Bundesliga entwickelte. Auch in den Folgejahren war der Bonn-Triathlon häufig Bestandteil der nordrheinwestfälischen Triathlonliga, deren Vereine 2016 fast die Hälfte der Teams in der Triathlon-Bundesliga stellen.
Die ersten beiden Austragungen 1991 und 1992 gewann der Koblenzer Jürgen Zäck, der 1998 Zweiter bei der Ironman World Championship wurde. Der Kalifornier Mark Allen, mit sechs Siegen beim Ironman Hawaii und sogar zehn Siegen beim Triathlon Longue Distance de Nice der bis 1995 weltweit dominierende Triathlet, gewann 1993 und wurde 1992 Zweiter in Bonn. Weitere Top-Triathleten in den Palmares des Bonn-Triathlon sind u. a. Thomas Hellriegel, der 1997 sowohl den Bonn-Triathlon wie auch als erster Deutscher den Ironman Hawaii gewann, Faris Al-Sultan, 2005 dritter deutscher Sieger beim Ironman Hawaii und zweimal Zweiter beim Bonn-Triathlon, Lothar Leder, der 1996 als weltweit erster Triathlet die Acht-Stunden-Marke auf der Ironman-Distanz unterbot, Stephan Vuckovic, der als erster deutscher Triathlet eine Medaille bei Olympischen Spielen gewann, Timo Bracht, mit zehn Siegen über die Ironman-Distanz der unter diesem Gesichtspunkt erfolgreichste deutsche Triathlet, Andreas Böcherer, Bert Jammaer, Clemens Coenen, Stefan Holzner, Jan Sibbersen, Maik Twelsiek, Nils Goerke sowie Profi-Triathleten aus der Region wie Johann Ackermann, Oliver Strankmann und Olaf Sabatschus.
Auch bei den Frauen starteten zahlreiche mehrfache Siegerinnen über die Ironman-Distanz wie Nicole Leder, Andrea Steinbecher, Lucie Reed, Ute Mückel, Nina Kraft, Virginia Berasategui, Ulrike Schwalbe, Ute Schäfer, Katja Schumacher u. v. a. beim Bonn-Triathlon.
Veranstalter des Bonn-Triathlon war bis 2017 der Polizei-Sport-Verein PSV Bonn und seit 2006 die quael-dich.de GmbH, die 2015 das fünfundzwanzigste Jubiläum der Veranstaltung feiern konnten. Seit 1995 hat der Bonn-Triathlon sein heutiges Gesicht mit den Streckenlängen 3,8 km Schwimmen im Rhein, 60 km Radfahren im rechtsrheinischen Hügelland sowie 15 km Laufen.
Bei der noch als Kurzdistanz mit 1,7 km Schwimmen, 46 km Radfahren und 10 km Laufen veranstalteten Erstaustragung 1991 starteten 138 Teilnehmer. Im Folgejahr (bedingt durch die Integration in die Kronen-Liga) wurden bereits 500 Teilnehmer gezählt. 1995 starteten 150 Athleten, 1996 300 und 1999 400 Teilnehmer. Ab der Jahrtausendwende stiegen dann die Teilnehmerzahlen: über 650 Starter in 2001, 950 Teilnehmer vor 15.000 Zuschauern in 2002 bis 2003 erstmals über tausend Triathleten im Rennen waren. 2005 war der Bonn-Triathlon mit 1150 Teilnehmern erstmals ausgebucht. 2006 und 2007 waren sämtliche Startplätze bereits innerhalb weniger Minuten im Internet vergeben. 2008 wurde die Wechselzone wegen Bauarbeiten vom traditionellen Standort an der Kennedybrücke zum Bonner Bogen verlegt und in dem Zug auf 1750 Teilnehmer vergrößert; es wurden 20.000 Zuschauer gezählt. 2011 zog die Wechselzone wieder zurück an die Kennedybrücke, der Schwimmstart von Oberdollendorf zum Bonner Bogen.
Seit 2013 führt die Radstrecke nicht mehr in einer Runde bis zur Bergregion des Oberhau und das Naturschutzgebiet Komper Heide als südöstlichsten Punkt, sondern verläuft auf einer zu 80 % autofreien Strecke über Ennert, Pleiser Hügelland sowie die Ausläufer des Naturparks Siebengebirge.
Die Rennen der Jahre 1999, 2013 und 2016 mussten witterungsbedingt wegen des Rheinhochwassers als Duathlon (10 km Laufen, 60 km Radfahren und 5 km Laufen) ausgetragen werden. 2017 waren 1638 Athleten für den Start gemeldet. Seit dem Jahr 2018 ist der, Ende 2017 neugegründete, PSV Bonn Triathlon e. V. alleiniger Veranstalter.
Der Bonn-Triathlon war Bestandteil des in der Saison 2019 erstmals ausgetragenen internationalen Triathlon Nations Cup. In dieser neuen Serie werden die Zeiten aus den Wettkämpfen in Bonn (Deutschland), Oud Gastel (Niederlande) und Aarschot (Belgien) zu einem Gesamtergebnis addiert. Am 9. Juni 2019 wurde hier der 29. Triathlon ausgetragen und die Einzelstartplätze waren bereits Anfang März vergeben.
Von 2020 bis 2024 gab es, startend durch die Corona-Pandemie, keinen Bonn Triathlon bis der SSF Bonn entschied die Schirmherrschaft zu übernehmen und die Veranstaltung 2025 wieder zu beleben. Der Sportkleidungshersteller Ryzon konnte als namensgebender Sponsor gewonnen werden. Die letzte und 30. Austragung war hier am 8. Juni 2025.

## Streckenverlauf
- Das Schwimmen über 3,8 km erfolgt im Rhein. Start ist seit 2011 in mehreren Startgruppen von einer in Höhe des Bonner Bogens fest verankerten Rheinfähre. Der Ausstieg befindet sich bei der Kennedybrücke. Da das Schwimmen entlang der Rheinströmung erfolgt, sind die Schwimmzeiten nicht mit solchen in stehenden Gewässern vergleichbar.

- Die Radstrecke über 60 km im Siebengebirge ist seit 2013 eine zu 80 %[1] autofreie Wendepunktstrecke.[22] Sie führt zunächst von der Wechselzone am Rhein unterhalb der Kennedybrücke über die zum Radweg umgebaute historische Trasse der Bröltalbahn den Ennert hinauf nach Holtorf. Nach einer Abfahrt nach Stieldorf folgt ein Anstieg nach Bockeroth, vorbei an Oberpleis Richtung Nonnenberg sowie eine langgezogene Steigung Richtung Brüngsberg und weiter über Aegidienberg bis zum ersten Wendepunkt in Ittenbach. Zurück über Aegidienberg erreichen die Athleten den zweiten Wendepunkt im Schmelztal. Nach einer langgezogenen Abfahrt zieht sich die Strecke über Berghausen bis zum dritten Wendepunkt kurz vor dem Hünerberg. Zurück durch das Pleiser Hügelland und über den Ennert erreichen die Athleten wieder die Wechselzone an der Kennedybrücke. Die Radstrecke beinhaltet insgesamt rund 750 Höhenmeter auf 60 km, insbesondere an Anstiegen sowie in mehreren Ortsdurchfahrten treffen die Teilnehmer auf Stimmungsnester mit vielen Zuschauern.

- Die Laufstrecke über 15 km hingegen ist nahezu völlig eben und erstreckt sich als dreimal zu durchlaufende Wendepunktstrecke von der Kennedybrücke über die Rheinuferpromenade auf der Sonnenseite Bonns bis zur Rheinaue.

Den Streckenrekord stellte 2017 Horst Reichel in 2:45:35 Stunden auf.

## Siegerliste
Die größte Anzahl an Siegen beim Bonn-Triathlon gelang Jürgen Zäck, der viermal als Erster ins Ziel einlief.
Lothar Leder, der Lokalmatador Olaf Sabatschus sowie Andrea Steinbecher, Beate Görtz und zuletzt Verena Walter kommen auf jeweils drei Siege in Bonn, Maik Twelsiek, Oliver Strankmann, Johann Ackermann und Nina Kraft waren jeweils zweimal erfolgreich.
| N ° | Datum/Jahr      | Männer                | Männer                 | Männer               | Frauen                | Frauen                 | Frauen             |
| N ° | Datum/Jahr      | Erster Platz          | Zweiter Platz          | Dritter Platz        | Erster Platz          | Zweiter Platz          | Dritter Platz      |
| --- | --------------- | --------------------- | ---------------------- | -------------------- | --------------------- | ---------------------- | ------------------ |
| 30  | 8. Juni 2025    | Nick Emde             | Thorben Werner         | Mattia Weßling       | Mara Winden           | Lea Stratmann          | Verena Köster      |
| 29  | 9. Juni 2019    | Ruben Zepuntke        | Luca Heerdt            | Julian Fritzenschaft | Leonie Konczalla      | Beatrice Weiß          | Verena Walter      |
| 28  | 10. Juni 2018   | Horst Reichel -2-     | Paul Schuster          | Tobias Drachler      | Verena Walter -3-     | Sara Baumann           | Beate Görtz        |
| 27  | 11. Juni 2017   | Horst Reichel (SR)    | Simon Schwarz          | Simon Jung           | Verena Walter -2-     | Sandra Wassink-Hitzert | Kristina Ziemons   |
| 26  | 12. Juni 2016 * | Luca Heerdt           | Diederik Scheltinga    | Marek Jaskółka       | Verena Walter         | Jenny Schulz           | Celia Kuch         |
| 25  | 14. Juni 2015   | Johann Ackermann -2-  | Martijn Dekker         | Oliver Strankmann    | Tine Holst            | Verena Walter          | Ulrike Schwalbe    |
| 24  | 8. Juni 2014    | Johann Ackermann      | Christian Kramer       | Oliver Strankmann    | Beate Görtz -3-       | Isa Roth               | Kathrin Mannweiler |
| 23  | 9. Juni 2013 *  | Clemens Coenen        | Sebastian Zeller       | Stephan Vuckovic     | Debbie Verstraeten    | Annika Vössing         | Beate Görtz        |
| 22  | 10. Juni 2012   | Oliver Strankmann -2- | Faris Al-Sultan        | Niclas Bock          | Beate Görtz -2-       | Debbie Verstraeten     | Verena Walter      |
| 21  | 12. Juni 2011   | Oliver Strankmann     | Eike Carsten Pupkes    | Tim Brydenbach       | Beate Görtz           | Debbie Verstraeten     | Isa Roth           |
| 20  | 13. Juni 2010   | Konstantin Bachor     | Nils Goerke            | Oliver Strankmann    | Ulrike Schwalbe       | Nicole Woysch          | Andrea Steinbecher |
| 19  | 14. Juni 2009   | Maik Twelsiek -2-     | Faris Al-Sultan        | Nils Goerke          | Virginia Berasategui  | Andrea Brede           | Linda Schücker     |
| 18  | 15. Juni 2008   | Maik Twelsiek         | Markus Forster         | Olaf Sabatschus      | Lucie Zelenková       | Ulrike Schwalbe        | Linda Schücker     |
| 17  | 17. Juni 2007   | Olaf Sabatschus -3-   | Konstantin Bachor      | Andreas Böcherer     | Andrea Brede -3-      | Wenke Kujala           | Linda Schücker     |
| 16  | 18. Juni 2006   | Timo Bracht           | Andreas Böcherer       | Konstantin Bachor    | Andrea Brede -2-      | Linda Schücker         | Stefanie Loeb      |
| 15  | 19. Juni 2005   | Nils Goerke           | Olaf Sabatschus        | Markus Fachbach      | Andrea Brede          | Linda Schücker         | Isa Roth           |
| 14  | 20. Juni 2004   | Stefan Holzner        | Olaf Sabatschus        | Gerrit Riemer        | Astrid Osterburg      | Tina Walter            | Diana Kohzer       |
| 13  | 22. Juni 2003   | Olaf Sabatschus -2-   | Stefan Holzner         | Thomas Hellriegel    | Nina Kraft -2-        | Kerstin Lohmeyer       | Ute Mückel         |
| 12  | 16. Juni 2002   | Lothar Leder -3-      | Thomas Hellriegel      | Olaf Sabatschus      | Nina Kraft            | Nicole Leder           | Katja Schumacher   |
| 11  | 17. Juni 2001   | Lothar Leder -2-      | Andreas Niedrig        | Olaf Sabatschus      | Nicole Leder          | Nina Kraft             | Kerstin Lohmeyer   |
| 10  | 18. Juni 2000   | Lothar Leder          | Olaf Sabatschus        | Andreas Niedrig      | Kerstin Lohmeyer      | Ute Schäfer            | Stefanie Glasenapp |
| 09  | 30. Mai 1999 *  | Olaf Sabatschus       | Jürgen Zäck            | Michael Krüger       | Kirsten Brandenburger | Susanne Fußel          | Diana Kohzer       |
| 08  | 7. Juni 1998    | Jürgen Zäck -4-       | Andreas Niedrig        |                      | Carina Henning        |                        |                    |
| 07  | 1997            | Thomas Hellriegel     | Jürgen Zäck            | Heiko Tewes          | Susanne Fußel         |                        |                    |
| 06  | 1996            | Jürgen Zäck -3-       | Joachim van der Auwera |                      | Astrid Benöhr         |                        |                    |
| 05  | 1995            | Bernd Meyer           | Frank Kugelmeier       | Frank Füssl          | Hildegard Kaß         | Irina Euteneuer        |                    |
| 04  | 26. Juni 1994   | Frank Helldorn        |                        |                      | Jitske Cats           |                        |                    |
| 03  | 22. Mai 1993    | Mark Allen            | Jürgen Zäck            |                      |                       |                        |                    |
| 02  | 1992            | Jürgen Zäck -2-       | Mark Allen             |                      |                       |                        |                    |
| 01  | 1991            | Jürgen Zäck           |                        |                      | Monika Walbröhl       |                        |                    |